# Garnier (cosmétique)
Pour les articles homonymes, voir Garnier.
 (décembre 2021).
Si vous disposez d'ouvrages ou d'articles de référence ou si vous connaissez des sites web de qualité traitant du thème abordé ici, merci de compléter l'article en donnant les références utiles à sa vérifiabilité et en les liant à la section « Notes et références ».
Garnier est une marque de produits cosmétiques créée en 1904 par Alfred Garnier, et propriété du groupe L'Oréal depuis 1965.

## Historique
Originaire de Blois (Loir-et-Cher), Alfred Amour Garnier est coiffeur, parfumeur, chemisier et perruquier depuis les années 1870. Spécialisé dans la coiffure de mariée et de soirée, il propose également des teintures pour cheveux et barbes.
Le 2 juin 1904, il dépose au tribunal de Blois la formule d'une lotion capillaire à base de plantes. Selon lui, "elle fortifie les cheveux, favorise la mise en plis et se révèle efficace contre les pellicules et les cheveux gras".
En 1909, il cède son magasin à un coiffeur prénommé Gobert. Son activité est encore artisanale. Après la Première Guerre mondiale, le magasin est devenu l'Institut Garnier et il faut attendre 1929 pour que la signature Laboratoires Garnier soit créée.
La communication se fait dans la presse par des recommandations médicales et des conseils de coiffeurs. Certaines personnalités en font également publicité, 
comme Gabrielle Robinne, sociétaire de la Comédie-Française, qui affirme que "la lotion Garnier est une bonne et vieille recette française, elle est supérieure à toutes les autres".
En 1929, les Laboratoires Garnier sont dirigés par le chimiste Bernard Guilpin et le médecin Gaston Roussel (fondateur de la société Uclaf). La gamme s'étend à d'autres types de produits : shampooing, soin de la peau, dentifrice...
La nouvelle communication met en scène un moine avec le slogan La beauté de la chevelure. La douceur et le velouté de la peau. La blancheur et l'éclat des dents., définissant les différentes activités.
L'internationalisation débute avec les États-Unis et l'Argentine en 1926, puis la Suisse en 1935.
En 1946, Garnier commercialise un produit à base d'extrait de moelle inventé par le Dr. Paris, chimiste de la société Roussel : Moelle Garnier. Exclusivement vendu chez les coiffeurs, la publicité explique : Les cheveux ont soif ! Seul le traitement Moelle Garnier les hydrate sans les graisser.. Une lotion capillaire, une brillantine et un shampooing en tube complètent la gamme.
Deux ans plus tard, la Teinture Garnier est vendue dans une bouteille au style Art déco. Un nouveau logo, le portait d'une femme, et un nouveau slogan, Garnier, la vie du cheveu, sont utilisés.
En 1952, Lacto Color est la première teinture crème possédant "les propriétés anti-toxiques du lait naturel", qui, ajouté à la teinture liquide, permet d'obtenir les teintes exactes des vingt-quatre coloris Garnier. Peu après, Lacto Shampooing propose "le bon shampooing au lait" pour toute la famille.
Pierre Wicart, président de Garnier depuis 1950, fait lui-même la promotion de la Moelle Garnier en 1955 : "Amis coiffeurs, utiliser un produit de qualité même cher est la forme la plus intelligente de l'économie car les bons produits font les bonnes affaires".
Durant les années 1950, Garnier sponsorise deux émissions de radio : Europe-Vedette, chaque soir à 21h30 sur Europe 1, et Vedette du soir à 22h sur Monte Carlo.
En 1963, Garnier lance O.Ba.o., premier produit parfumé pour le bain "à la japonaise" (le mot vient de l'expression japonaise "O.Fu.Ro" qui désigne le rituel du bain).
En 1965, Garnier est racheté par le groupe L'Oréal. François Dalle, son président à l'époque, raconte : "Depuis la fin des années 50, notre concurrent Garnier était devenu l'obsession de nos forces de vente tant dans le domaine de la coiffure que dans celui des produits publics". Malgré la mauvaise situation financière de Garnier, son acquisition revêt un pari stratégique sur l'avenir pour François Dalle qui réussit à convaincre les financiers de L'Oréal : "Garnier est un peu comme une terre en jachère, mais son humus est très riche, c'est un terreau sur lequel on peut obtenir, peu à peu, de très belles récoltes, à condition de vouloir l'ensemencer et de le travailler correctement".
Dans les années 1970, Simone Garnier et Guy Lux font la réclame de Misopan, nouvelle mise en plis à l'isopan (complexe d'extraits végétaux).
En 1980, la gamme de shampooing aux ingrédients naturels Ultra Doux remplace Moelle Garnier. Peu après, Garnier sort Ultra Rich, un des premiers baumes démêlant.
En 1987, Ambre Solaire, propriété de L'Oréal est adossée à Garnier.
Dans les années 1990, Garnier se lance dans le soin de la peau  avec Synergie et acquiert la marque allemande Dralle.
Afin d'accélérer son expansion à l'international, Garnier simplifie sa signature dans les années 2000 : Laboratoires trop clinique et Paris trop élitiste disparaissent.
En 2011, la Cour d'appel de Paris a estimé SOS Racisme recevable en tant que partie civile, et a condamné Adecco et Garnier (groupe L'Oréal) à 30 000 € de dommages et intérêts.
Depuis 2018, Garnier a un nouveau slogan publicitaire qui se conclut par la nouvelle phrase : "Par Garnier, naturellement !"

## Produits
Plusieurs gammes la composent ou la composaient :
- Coloration : 100% Color, Bel Argent, Belle Color, Cristal Blonde, Cristal Color, Cristal Mèches, Cristal Relief, Decoloril, Expression, Kit Nuanceur, Lumia, Movida, Natéa, Nutrisse, Permifique, Roja, Olia ;
- Soins du corps : Body Repair, Body Cocoon, Body Tonic ;
- Soin du visage : Pure, Total Confort, Nutritionist, Ultra Lift, Re-density, Masques de soin, Soft Démaq, Fresh Démaq, Mininurse, Synergie ;
- Soin du cheveu : Fructis, Ultra Doux, Respons, Moelle, éQuilibre, AquaVital, Fun ;
- Coiffants : Fructis Style, Grafic, Invisible ;
- Solaires : Ambre Solaire, Delial, UV Ski ;
- Hygiène : Obao, Neutralia, Start.

Chronologie des produits :
- 1904 : Lotion Garnier
- 1929 :
  - Eau de beauté Garnier
  - Pétrole Garnier
  - Sulfo-Garnier
  - Eau de bleuet Garnier
  - Dentifrice Garnier
  - Shampoing Garnier
- 1946 : Moelle
- 1947 : Teinture Garnier
- 1952 : Lacto Color puis Lacto Shampooing
- 1960 : Belle Color
- 1963 : O.Ba.o.
- 1969 : Douceur Blonde
- Années 1970 :
  - Garnier rouge (shampooing pour cheveux secs ou normaux) ;
  - Garnier Jaune (shampooing pour cheveux gras ou laqués) ;
  - Garnier Vert (shampooing antipelliculaire) ;
  - Réponses (gamme de 5 shampooings)
- 1980 : Ultra Doux (remplace Moelle Garnier)
- Années 1980 : Ultra Rich
- 1987 : Ambre Solaire intègre Garnier
- 1990 : Synergie
- 1995 : Obao (remplace O.Ba.o.)
- 1996 : Fructis
- 1998 : Natéa
- 1999 :
  - Synergie Pure (soins)
  - Synergie Lift A (anti-rides)
- 2000 : Fructis Style
- 2001 : Skin Naturals (remplace Synergie)
- 2003 :
  - 100% Color
  - Mininurse intègre Garnier

- 2016:
  - Solution micellaire tout en 1

- 2019 :
  - Garnier Bio, une nouvelle gamme de produits pour le visage

## Communication
Les différents slogans de Garnier :
- Santé beauté des cheveux
- La beauté de la chevelure. La douceur et le velouté de la peau. La blancheur et l'éclat des dents.
- Garnier, la vie du cheveu.
- Garnier et vos cheveux sont beaux.
- Natural technology.
- Prends soin de toi. (Take care.)
- Par Garnier, Naturellement !

L'évolution du logo :

Logo des Laboratoires Garnier Paris de 1988 à 1995 puis 2000.
Logo de Garnier Paris de 1995 à 2003.
Logo de Garnier de 2003 à 2008.
Logo de Garnier de 2008 à 2014.
Logo actuel de Garnier depuis 2014.